# پروپاگاندا (کتاب)
پروپاگاندا نام یکی از مشهورترین کتاب‌های تألیف شده توسط ادوارد برنیز
Edward Bernays است. این کتاب به عنوان یکی از منابع مرجع در علوم مرتبط با رسانه و افکار عمومی شامل علوم ارتباطات، روابط عمومی، روانشناسی رسانه و روزنامه‌نگاری مورد استفاده است. نوآم چامسکی، سیاستمدار و متفکر سرشناس آمریکایی، یکی از کسانی است که بر چاپ‌های آخرین کتاب پروپاگاندا مقدمه نوشته و آن را کتابی مهم توصیف می‌کند. از نظر چامسکی، پروپاگاندا در فاصله جنگ جهانی اول و دوم مفهوم خود را به عنوان یک واژه مهم و دارای بار مثبت، به یک مفهوم منفی سیاسی تغییر داده‌است.
این کتاب به عنوان تلاش‌های اولیه برای تعریف و نظام‌مند کردن حوزه روابط عمومی با تاثیراتی از دیدگاه‌های زیگموند فروید (دایی ادوارد برنیز) و دستکاری مؤثر افکار عمومی مطرح شده‌است.[[[ادوارد برنیز#دیدگاه]]]